# Niewirków-Kolonia
Niewirków-Kolonia – wieś w Polsce położona w województwie lubelskim, w powiecie zamojskim, w gminie Miączyn.
| SIMC    | Nazwa        | Rodzaj    |
| ------- | ------------ | --------- |
| 0894782 | Majdan Dolny | część wsi |
| 0894799 | Majdan Górny | część wsi |

W latach 1975–1998 miejscowość administracyjnie należała do województwa zamojskiego.
Wieś jest sołectwem w gminie Miączyn. Według Narodowego Spisu Powszechnego z roku 2011 wieś liczyła 189 mieszkańców.
Wierni Kościoła rzymskokatolickiego należą do parafii Parafia św. Michała Archanioła w Cześnikach.

## Historia
Kolonia Niewirków powstała w roku 1894 na wydzielonych gruntach Niewirkowa. Spis powszechny z 1921 roku wymienia kilka miejscowości mających człon nazwy związany z Niewirkowem: Niewirków Katolicki, Niewirków Peresopski, Niewirków Podlodowski, Niewirków Prawosławny, Majdan Niewirkowski.